# Când te îndrăgostești
Când te îndrăgostești (în engleză Falling in Love) este un film dramă/romantic american din 1984 cu Meryl Streep și Robert De Niro și regizat de Ulu Grosbard. Subiectul filmului are la bază pelicula britanică din 1945 Brief Encounter. 
Doi oameni care aveau căsătorii fericite se îndrăgostesc fără scăpare unul de celălalt și așa ajung să fie în mare dificultate.
Amândoi sunt căsătoriți și niciunul dintre ei nu avea vreun plan să se îndrăgostească din nou. Dar este exact ceea ce li se întâmplă. Urmăriți povestea a doi oameni, un bărbat și o femeie, care se găsesc fără să fi știut că se căutau. Drumurile lui Frank Raftis (Robert De Niro) și Molly Gilmore (Meryl Streep) se intersectează în timpul cumpărăturilor pentru sărbătorile de Crăciun. Eroii noștri se reîntâlnesc câteva luni mai târziu în tren și au parte de o călătorie foarte agreabilă, iar acest moment va schimba pentru totdeauna existența protagoniștilor. 
Pelicula a câștigat un premiu David di Donatello pentru cea mai bună actriță străină - Meryl Streep - și un premiu Sant Jordi pentru cel mai bun actor străin - Robert De Niro.

## Distribuție
- Robert De Niro . . . . . Frank Raftis
- Meryl Streep . . . . . Molly Gilmoe
- Harvey Keitel . . . . . Ed Lasky
- Jane Kaczmarek . . . . . Ann Raftis
- George Martin . . . . . John Trainer
- David Clennon . . . . . Brian Gilmore
- Dianne Wiest . . . . . Isabelle
- Victor Argo . . . . . Victor Rawlins
- Wiley Earl . . . . . Mike Raftis
- Jesse Bradford . . . . . Joe Raftis
- Chevi Colton . . . . . femeia din lift
- Frances Conroy . . . . . chelnerița
- Kenneth Welsh . . . . . doctorul